# Bill Kunkel
Bill Kunkel (21 luglio 1950 – 4 settembre 2011) è stato un grafico e giornalista statunitense.

## Biografia
Fu un critico di videogiochi, attivo dagli anni '70 fino alla sua morte all'inizio degli anni '10. Durante il suo periodo di lavoro con l'industria dei videogiochi, Kunkel scrisse numerose guide strategiche, co-progettò diversi videogiochi, fu testimone esperto in tre casi giudiziari e tenne corsi di Game Design per l'Università del Nevada, Las Vegas (UNLV). Kunkel fu redattore esecutivo di Electronic Games Magazine e redattore capo della rivista Tips & Tricks, scrivendo colonne e fumetti per diverse riviste e siti di giochi. Scrisse spesso sotto soprannomi, i più comuni dei quali erano "The Game Doctor" (per argomenti di videogiochi) e "Potshot" (per argomenti di wrestling professionale).
Oltre al suo lavoro con i fumetti e videogiochi, Kunkel lavorò negli anni '70 nel campo di nicchia del giornalismo di wrestling professionista e divenne noto come giornalista di wrestling rivoluzionario. In collaborazione con Arnie Katz, Joyce Worley e sua moglie Charlene, Kunkel curò, pubblicò e servì come fotografo per la rivista Main Event e ospitò trasmissioni settimanali del Main Event Radio Show da New York. Il Main Event venne ciclostilato nell'appartamento di Katz e Worley, e venduto tramite gli stand della concessione WWWF in importanti sedi della costa orientale tra cui il Madison Square Garden e il Philly Spectrum. Kunkel divenne presto un editorialista "da leggere" e giocò un ruolo chiave durante i primi giorni di Pro Wrestling Torch nel trasformare la piccola newsletter in una importante newsletter di wrestling. Adottando il soprannome di "Potshot", Kunkel si trasferì a Wrestling Perspective come editorialista e fumettista. Insieme al Fantasma dell'anello, il lavoro di Kunkel per Wrestling Perspective attirò rispetto e prestigio per la pubblicazione.
Durante la fine degli anni '80, Kunkel co-progettò il primo videogioco di wrestling professionale basato sul WWF, MicroLeague Wrestling (C64, Subway Software), e nel 1989 co-ospitò un programma radiofonico di wrestling professionale locale di Las Vegas con Ric "Hotline" Carter.